# Salganea rugulata
Salganea rugulata es una especie de cucaracha del género Salganea, familia Blaberidae.

## Distribución
Esta especie se encuentra en Indonesia, Tailandia y Vietnam.